# Qānlū Bolāgh
Qānlū Bolāgh (persiska: قانلو بلاغ) är en ort i Iran.   Den ligger i provinsen Ardabil, i den nordvästra delen av landet, 500 km nordväst om huvudstaden Teheran. Qānlū Bolāgh ligger 1 529 meter över havet och antalet invånare är 149.
Terrängen runt Qānlū Bolāgh är huvudsakligen kuperad, men den allra närmaste omgivningen är platt. Runt Qānlū Bolāgh är det ganska tätbefolkat, med 56 invånare per kvadratkilometer. Närmaste större samhälle är Moghvān, 16,0 km norr om Qānlū Bolāgh. Trakten runt Qānlū Bolāgh består i huvudsak av gräsmarker.